# Georg Piltz
Georg Piltz (* 18. März 1925 in Frankfurt am Main; † 2011) war ein deutscher Kunsthistoriker, Schriftsteller und Herausgeber.

## Leben
Der Sohn eines Architekten verbrachte seine Kindheit in Berlin-Friedenau und -Wilmersdorf. Er war im Zweiten Weltkrieg von 1942 bis 1945 bei der Finnlandarmee der deutschen Wehrmacht, das Kriegsende verbrachte er schwer verwundet in einem Lazarett in Pommern. Nachdem er nach dem Krieg nicht zum Studium zugelassen wurde, arbeitete er als Volontär bei der Niedersächsischen Volksstimme, einer Regionalzeitung der KPD.
Nach der Währungsreform 1948 siedelte er in die spätere DDR über. Er blieb parteilos. Piltz arbeitete ab Herbst 1953 beim Aufbau Verlag für die kulturpolitische Wochenzeitung Sonntag. Nach der Niederschlagung des Ungarischen Volksaufstands im Oktober 1956 wurde mehreren Aufbau-Mitarbeitern Gruppenbildung zum Staatsumsturz vorgeworfen. Wolfgang Harich, Walter Janka, später auch die Chefredakteure des Sonntag Gustav Just und Heinz Zöger, wurden verhaftet und 1957 zu hohen Zuchthausstrafen verurteilt. Piltz wurde nur entlassen, jedoch nicht verhaftet, da er nicht der SED angehörte.
Seit dieser Zeit hat Piltz nie wieder für eine Zeitung geschrieben. Er arbeitete von nun an in Berlin als freier Schriftsteller und schrieb vor allem kunst- und kulturhistorische Bücher. 1956 begann er mit der Arbeit am Kunstführer durch die DDR, der im Urania Verlag bis 1985 in 10 Auflagen erschien ist. Dieses Werk, das es auch in Lizenzausgaben im Westen gab, machte ihn bekannt. Piltz schrieb im Weiteren eine umfangreiche populärwissenschaftliche Literatur über Schlösser und Gärten, Kunstgeschichte und Architektur, auch über die Geschichte der Karikatur sowie Städteporträts und Biografien.
Von 1956 bis 1990 war Piltz Mitglied des Schriftstellerverbandes der DDR.
Georg Piltz war in zweiter Ehe verheiratet mit seiner langjährigen Lektorin beim Verlag Neues Leben Marion Fuchs. Er hatte zwei Kinder.

## Auszeichnungen
- 1988: Leibniz-Medaille der Akademie der Wissenschaften der DDR

## Werke
- Der Prinzenraub und andere historische Kriminalfälle. Das Neue Berlin, Berlin 2014, ISBN 978-3-360-02188-5.
- Prinz Eugen von Savoyen. Weg und Werk des edlen Ritters. (Biografie), Verlag Neues Leben, Berlin 1991, ISBN 3-355-01192-4.
- Wonach er sich zu richten hat. Urteile und Verfügungen von Friedrich II. Eulenspiegel-Verlag, Berlin 1987, ISBN 3-359-00128-1 (weitere Auflagen 1988, 1991, 1992, 1995).
- Schlösser und Gärten in der Mark Brandenburg. (Mit Fotos von Peter Garbe), Seemann, Leipzig 1987, ISBN 3-363-00063-4 (weitere Auflagen 1989, 1992).
- August der Starke. Träume und Taten eines deutschen Fürsten. (Biografie), Neues Leben, Berlin 1986, ISBN 3-355-00012-4 (weitere Auflage 1994, ISBN 3-355-01422-2).
- Kunstführer durch die DDR. Sonderausgabe. Gondrom, Bayreuth 1986, ISBN 3-8112-0449-1 (weitere Auflagen 1987, 1990).
- Görlitz. (Mit Fotos von Rainer Kitte), Brockhaus, Leipzig 1984, ISBN 3-325-00042-8 (weitere Auflage 1987).
- Ein Sack voll Ablaß. Bildsatiren der Reformationszeit. Eulenspiegel-Verlag, Berlin 1983.
- Burgen und Festungen. Brockhaus, Leipzig 1981 (weitere Auflage 1982).
- Schlösser sah ich und Türme… Historische Kunstlandschaften unserer Heimat. Verlag Neues Leben, Berlin 1980, ISBN 3-355-00613-0 (weitere Auflagen 1981, 1983, 1985, 1988, 1990).
- Geschichte der europäischen Karikatur. Deutscher Verlag der Wissenschaften, Berlin 1976 (weitere Auflage 1980).
- Streifzug durch die deutsche Baukunst. Kinderbuchverlag, Berlin 1972.
- Kunstführer durch die DDR. Urania-Verlag, Leipzig, Jena, Berlin 1969 (weitere Auflagen 1971, 1972, 1973, 1974, 1975, 1976, 1979, 1982, 1985).
- In Parks und Gärten. (Mit Fotos von Renate und Roger Rössing), Brockhaus, Leipzig 1966 (weitere Auflagen 1980, 1981).
- Deutsche Malerei. Urania-Verlag, Leipzig-Jena-Berlin 1964.
- Deutsche Bildhauerkunst. Verlag Neues Leben, Berlin 1962.
- Die Kunst Nordostdeutschlands. Sachsenverlag, Dresden 1961.
- Deutsche Baukunst. Eine Einführung. Verlag Neues Leben, Berlin 1959.
- Erfurt. Stadt am Kreuzweg. Sachsenverlag, Dresden 1955.
- Magdeburg. Stadt am Strom. Sachsenverlag, Dresden 1954 (weitere Auflage 1955).
- Sanssouci. (Mit Fotografien von Günther Beyer und Klaus Beyer), Seemann, Leipzig 1954 (Digitalisat) (weitere Auflagen 1960, 1963, 1965).

## Rundfunksendungen
- Kirsten Poggendorff: Schlösser sah ich und Türme. Ein Essay über Georg Piltz. MDR Figaro am 21. März 2010 (25 min)